# Carolina Lüthi
Carolina Andrea Lüthi née le 11 février 1972 à Lucerne, est une rameuse et coureuse cycliste suisse.

## Biographie
Carolina est la fille du rameur Hanspeter Lüthi (en), qui a participé aux Jeux olympiques d’été de 1972 avec le quatre barré suisse. Elle se distingue notamment lors des Championnats du monde d'aviron en 1997 et en 2001, lorsqu’elle participe à deux finales du deux de couple avec sa partenaire Bernadette Wicki, ainsi que lors des Jeux olympiques de 2000, obtenant un diplôme dans la même épreuve et avec la même partenaire en obtenant une 7e place. En 2004, elle prend part aux Jeux olympiques en skiff, terminant à la 15e position.
Elle travaille depuis sa retraite sportive comme nutritionniste à l'École polytechnique fédérale de Zurich

## Palmarès en aviron
- 1997
  - 5e des championnats du monde en deux de couple avec Bernadette Wicki
- 2000
  - 7e des Jeux olympiques en deux de couple avec Bernadette Wicki
- 2001
  - 6e des championnats du monde en deux de couple avec Bernadette Wicki
- 2003
  - BKW-Armadacup
- 2004
  - 15e des Jeux olympiques en skiff

## Palmarès en cyclisme sur piste

### Championnats d'Europe
- 2005
  - 4e de l'omnium endurance
- 2006
  -  Médaillée de bronze du championnat d'Europe de l'omnium endurance

### Championnats nationaux
- 1997
  - 2e de l'omnium
- 2005
  -  Championne de Suisse de l'omnium
- 2006
  -  Championne de Suisse de l'omnium